# Reprezentacja Samoa Amerykańskiego w piłce nożnej mężczyzn
Reprezentacja Samoa Amerykańskiego w piłce nożnej, członkiem FIFA i OFC została w 1998. Jest to jedna z najsłabszych drużyn na świecie. W całej swojej historii wygrała tylko trzy mecze (2:1 z Tonga w eliminacjach mistrzostw świata 2014 i po 2:1 z Tonga i Wyspami Cooka na el. MŚ 2018).
Samoa Amerykańskie jest „autorem” niechlubnego rekordu najwyższej porażki w historii oficjalnych meczów międzynarodowych. 11 kwietnia 2001 reprezentacja uległa Australii 0:31. Między innymi przez ten mecz przez kilka lat reprezentacja Samoa Amerykańskiego miała najgorszy na świecie bilans meczów w eliminacjach MŚ. W latach 2001–2007 rozegrała 11 meczów, strzelając jednego gola i tracąc 119 (prawie 11 na mecz), w kolejnych eliminacjach jednak dorobek zdecydowanie się poprawił – szczegóły.
Słaba gra zespołu wynika z małego zaludnienia wysp (niespełna sześćdziesiąt tysięcy mieszkańców), pośród których w dodatku popularniejsze są inne sporty, z futbolem amerykańskim na czele.

## Udział wMistrzostwach Świata
- 1930–1998 – Nie brały udziału (nie były członkiem FIFA)
- 2002–2022 – Nie zakwalifikowały się

## Udział wPucharze Narodów Oceanii
- 1973–1980 – Nie brały udziału (nie były członkiem OFC)
- 1996–2016 – Nie zakwalifikowały się

## Eliminacje doMistrzostw Świata

### Eliminacje MŚ 2002
- 07.04.01  Fidżi 0:13
- 09.04.01  Samoa 0:8
- 11.04.01  Australia 0:31
- 14.04.01  Tonga 0:5

### Eliminacje MŚ 2006
- 10.05.04  Samoa 0:4
- 12.05.04  Vanuatu 1:9
- 15.05.04  Fidżi 0:11

### Eliminacje MŚ 2010
- 25.08.07  Wyspy Salomona 0:12
- 27.08.07  Samoa 0:7
- 29.08.07  Vanuatu 0:15
- 01.09.07  Tonga 0:4

### Eliminacje MŚ 2014
- 22.11.11  Tonga 2:1
- 24.11.11  Wyspy Cooka 1:1
- 26.11.11  Samoa 0:1

### Eliminacje MŚ 2018
- 31.08.15  Samoa 2:3
- 02.09.15  Tonga 2:1
- 02.09.15  Wyspy Cooka 2:1